# 望月湖站
望月湖站位于中华人民共和国湖南省长沙市岳麓区望月湖街道望月湖路文明小区内，是长沙地铁4号线的地铁车站，于2019年5月26日开通。

## 车站结构
望月湖站是地下岛式车站，有两个出入口。1号出入口靠近望月湖路，麓山国际实验学校学生多出入此站，在放学高峰期该出口常排长队；2号出口靠近荣龙社区，当1号出口安检排长队时，可以选择从此出口进入安检。